# الدوري الأمريكي لكرة القدم 2019
الدوري الأمريكي لكرة القدم 2019 (بالإنجليزية: Major League Soccer 2019)‏ هي النسخة ال24 من الدوري الأمريكي لكرة القدم ، والفائز بنسخة الفارطة هو نادي أتلانتا يونايتد.